# Giacomo Lercaro
Giacomo Lercaro, italijanski rimskokatoliški duhovnik, škof in kardinal, * 28. oktober 1891, Quinto al Mare, † 18. oktober 1976.

## Življenjepis
25. julija 1914 je prejel duhovniško posvečenje.
31. januarja 1947 je bil imenovan za nadškofa Ravenne in Cervie; škofovsko posvečenje je prejel 19. marca 1947.
19. aprila 1952 je bil imenovan za nadškofa Bologne; s tega položaja se je upokojil 12. februarja 1968.
12. januarja 1953 je bil povzdignjen v kardinala in imenovan za kardinal-duhovnika S. Maria in Traspontina.
Umrl je 18. oktobra 1976.